# Oratio ad sanctorum coetum
Die sogenannte Oratio ad sanctorum coetum („Rede an die Versammlung der Heiligen“) ist eine christliche Rede Konstantins des Großen, die Eusebius von Caesarea als Anhang zu seiner Vita Constantini in altgriechischer Sprache überliefert.

## Echtheitsfrage
Während die ältere Forschung die Rede als Fälschung einordnete, oder zumindest große Teile der Rede einem Redaktor zugeschrieben wurden, hat sich in der neueren Forschung ein klarer Konsens dahingehend gefunden, dass die Rede tatsächlich von Konstantin stammt. Als möglicher Redaktor kommt dennoch Laktanz in Betracht, da dieser nachweislich am Hof Konstantins gelebt hat und in seinen Institutiones Divinae dasselbe Sybillenorakel auslegt. Die Rede ist, wie Eusebius ankündigt, die griechische Übersetzung einer von Konstantin gehaltenen lateinischen Rede. Dafür, dass die Rede ursprünglich auf Lateinisch war, spricht unter anderem die umfangreiche Vergil-Exegese Konstantins (Kap 19–20), sowie mehrere Latinismen in der Rede. Des Weiteren wird auch Konstantins Eröffnungsrede des Nicänischen Konzils auf Griechisch übersetzt, nachdem er sie auf Lateinisch gehalten hat.

## Datierung und Abfassungsort
Zu Abfassungszeit und -ort der Rede gibt es in der Forschung keinen Konsens. Der Althistoriker Klaus Martin Girardet gibt in seiner Edition der Rede einen Überblick über die Vielfalt aller bis 2010 vertretenen Thesen. Er selbst plädiert für eine Frühdatierung der Rede auf 313, andere Forscher datieren sie auf 325 oder 328, wobei auch verschiedene Daten dazwischen vorgeschlagen wurden.
Weil Konstantin seine Rede mit den Worten: „Der Tag des Leidens ist da“ (ἡ τοῦ παθήματος ἡμέρα πάρεστιν) einleitet, wurde mehrheitlich davon ausgegangen, dass sie an einem Karfreitag gehalten wurde. Konstantin verweist im Laufe seiner Rede auf zeitgenössische Ereignisse, die allerdings nicht klar zugeordnet werden können. In Kapitel 22 werden Aussagen über die „große Stadt“ (ἡ μεγάλη πόλις) und „die Bürger der geliebten Stadt“ (ὁ δῆμος τῆς φιλτάτης πόλεως) gemacht, welche sich einen „unwürdigen Führer“ (ἀνάξιος προτάτης) erkoren hatte, der aber bald darauf überwältigt wurde. Daraufhin geht Konstantin auf Ereignisse einer Christenverfolgung ein und spricht dabei den „Gottlosesten“ (δυσσεβέστατε) an. In Kapitel 25 wird berichtet, dass die ‚große Stadt‘ von der Vorsehung Gottes befreit wurde, nachdem zuvor „irgendein Unwürdiger“ (τις ἄχρηστος) sie in seiner Gewalt hatte. In der Forschung ist umstritten, welche Stadt bzw. welche Städte hier gemeint sind und wer mit dem der ‚unwürdigen Führer‘, dem ‚Gottlosesten‘, und dem ‚Unwürdigen‘ gemeint ist. So hält beispielsweise Girardet im Rahmen seiner Frühdatierung Maxentius für den ‚Unwürdigen‘, Maximinus Daia für den ‚Gottlosesten‘ und die Stadt für Rom. Barnes hingegen hält mit seiner Spätdatierung Licinius für den ‚Unwürdigen‘ und die Stadt für Nikomedien. Zur Datierung haben diese zeitgenössischen Referenzen in der Forschung nicht zu einem Konsens verholfen.

## Inhalt und Form
Konstantin behandelt in der Rede von einem christlichen Standpunkt aus eine Vielzahl von Themen, unter anderem die Entstehung und Ordnung der Welt (Kap. 5–8; 13–14), die Philosophen und Dichter (Kap. 9–10) sowie Christus und seine rettende Lehre (Kap. 11–12; 15–16). Er legt außerdem verschiedene Texte und Geschichten aus, so z. B. die des alttestamentlichen Daniel (Kap 17), oder ein Sibyllenorakel (Kap. 18–19) und verschiedene Textabschnitte von Vergil (Kap 19–20). Schließlich geht er zum Schluss der Rede auf seine eigene Person und Geschichte ein (Kap. 22–26). Dabei ist der Text gespickt mit einer Fülle an Polemiken gegen den Polytheismus (Kap. 4), pagane Kulte (Kap. 11 und 18) und politische Gegner (Kap. 22–25).
Der Text wurde in verschiedenen Genres eingeordnet, unter anderem als Predigt, apologetischer Text oder religionspolitische Programmschrift. Auch die Bewertung der Bedeutung der Rede fällt unterschiedlich aus. Sie wurde als Indiz für Konstantins tiefe und nachhaltige Hinwendung zum Christentum genommen. Martin Wallraff nennt ihn „ein[en] in mehrfacher Hinsicht rätselhafte[n] Text“. Sie ist damit Bestandteil der übergreifenden Debatte, wie Konstantins Verhältnis zum Christentum zu bewerten ist. Ein theologisches Spezifikum der Rede ist, dass die Tugend (ἀρετή) für Konstantin eine zentrale soteriologische Rolle spielt. Konstantin scheint darüber hinaus in der Rede selbstständig Platon und Vergil zu rezipieren.

## Editionen
- Konstantin: Rede an die Versammlung der Heiligen, hg. und übersetzt von Klaus Girardet (FC 55), Freiburg i.Br. 2013.
- Constantine and Christendom. The Oration to the Saints. The Greek and Latin Accounts of the Discovery of the Cross. The Edict of Constantine to Pope Silvester, hg. und übersetzt von Mark Edwards (Translated Texts for Historians 39), Liverpool ²2007.
- Constantini imperatoris oratio ad sanctorum coetum. The Oration of the Emperor Constantine. A select library of the Nicene and Post-Nicene Fathers of the Christian Church. Second Series. Translated into English with prolegomena and explanatory notes. Volumes I-VII. Under the editorial supervision of Philip Schaff, D.D., LL.D., Professor of Church History in the Union Theological Seminary, New York and Henry Wace, D.D., Principal of King's College, London. Volume I: Eusebius Pamphilus: Church History, Life of Constantine, Oration in Praise of Constantine T&T Clark, Edinburgh, 1890. Online zugänglich über die BKV: The Oration of the Emperor Constantine
- Eusebius: Vita Constantini (ed. Friedhelm Winkelmann). In: Eusebius Werke, Band 1.1: Über das Leben des Kaisers Konstantin // Die griechischen christlichen Schriftsteller. Berlin: Akademie-Verlag, 1975, S. 3–151.
- Eusebius: Constantini imperatoris oratio ad coetum sanctorum (ed. I. A. Heikel) Eusebius Werke, Band 1: ber das Leben Constantins. Constantins Rede an die heilige Versammlung. Tricennatsrede an Constantin // Die griechischen christlichen Schriftsteller 7. Leipzig: Hinrichs, 1902. Online zugänglich über die BKV: Vita Constantini et Oratio ad coetum sanctorum
- Vier Bücher über das Leben des Kaisers Konstantin und des Kaisers Konstantin Rede an die Versammlung der Heiligen (Vita Constantini et Oratio ad coetum sanctorum) In: Eusebius von Cäsarea, ausgewählte Schriften. Aus dem Griechischen übersetzt von P. Johannes Maria Pfättisch und Dr. Andreas Bigelmair. (Bibliothek der Kirchenväter, 1. Reihe, Band 9) München 1913. Online zugänglich über die BKV: Vier Bücher über das Leben des Kaisers Konstantin und des Kaisers Konstantin Rede an die Versammlung der Heiligen